# Listă de abrevieri din 3 litere
Aceasta este o listă de abrevieri din trei litere:
| Sigle de o literă                       |                               |
| Sigle de două litere                    |                               |
| Sigle de trei litere                    |                               |
| AAA → DZZ EAA → HZZ IAA → LZZ MAA → PZZ | QAA → TZZ UAA → XZZ YAA → ZZZ |
| Sigle de patru litere                   |                               |
| Sigle de cinci litere                   |                               |
| Sigle de șase litere                    |                               |

## A
- ABC - control automat al strălucirii, reglare automată a strălucirii; (Telev.), ENGLEZĂ (automatic brightness control)
- ABS - sistem frânal cu antiblocare, sistem de frânare antiblocant; (Auto), ENGLEZĂ: (antilock braking system)
- ACC - control cromatic automat, control de culoare automat; (Telev.), ENGLEZĂ: (automatic chrominance control)
- ACD - distribuitor de apel automat; (Telef.), ENGLEZĂ: (automatic call distributor)
- ACI - identificare de automobil automată; (Auto-transp.), ENGLEZĂ: (automatic car identification)
- ACI - nivel de acceptare acustică, indice de confort acustic; (Acustică), ENGLEZĂ: (acoustic comfort index)
- ACK - confirmare (de recunoaștere), certificare; (Telecom.), ENGLEZĂ: (acknowledgement)
- ACN - navigație astrală automată, navigație cerească automată; (Spațiu), ENGLEZĂ: (automatic celestial navigation)
- ACO - optimizare de reglare adaptivă, optimizare de control adaptivă; (Proc. tehnolog.), ENGLEZĂ: (adaptive control optimization)
- ACR - radar de control de apropiere (la decolare și aterizare); (Spațiu), ENGLEZĂ: (aproach control radar)
- ACU - unitate de apel automat, aparat de apel automat; (Telecom.), ENGLEZĂ: (automatic calling unit)
- ACV - vehicul cu pernă (amortizoare) de aer, vehicul cu amortizor de aer; (Auto-transp.), ENGLEZĂ: (air cushion vehicle)
- ADC - convertor analog-digital; (Telecom., Telev., Electr.), ENGLEZĂ: (analog-digital convertor)
- ADF - căutător automat de direcție, identificator automat de direcție; (Radio-navig., Radioloc.), ENGLEZĂ: (automatic direction finder)
- ADI - doza zilnică acceptabilă;(Ind. aliment.), ENGLEZĂ: (acceptable daily intake)
- ADP - procesare automată de date, prelucrare automată de date; (Prel. date, Informatică), ENGLEZĂ: (automatic data processing)
- AEC - Comisia de energie atomică americană; ENGLEZĂ: (Atomic Energy Commission)
- AFC - Control automat de frecvență, Reglare automată de frecvență; (Electron., Radiotehn., Telev.), ENGLEZĂ: (automatic control frequency)
- AFI - Interferență de audio-frecvență; (Radiotehn., Telecom., Electron.), ENGLEZĂ: (audio-frequency interference)
- AFS - Serviciu Fix (Terestru) Aeronautic; (Transp. aviatic, Telecom.), ENGLEZĂ: (aeronautical fixed services)
- APV - armată pe viață

## B-Z
- BPO - Business Process Outsourcing (managementul proceselor de business)
- CCM - Contract Colectiv de Muncă
- DCP - Direcția Cercetări Penale
- DSP - Direcția Sănătate Publică -
- DGV - Direcția Generală a Vămilor -
- DIY - din engleză Do It Yourself
- DPF - Direcția Poliției de Frontieră - [nefuncțională]
- DRV - Direcția Regională Vamală -
- EAS - Enterprise Applications Software - aplicații software pentru afaceri, software aplicativ de afaceri
- IJP - Inspectoratul Județean de Poliție
- ILF - Întreprinderea de Legume și Fructe
- IML - Institutul de Medicină Legală
- IMR - Întreprinderea Mecanică Roman
- IPC - Indicele Prețurilor de Consum
- ISJ - Inspectoratului Școlar Județean
- ISU - Inspectoratul pentru Situații de Urgență -
- MDF (medium-density fibreboard) - produs fabricat din lemn
- NUP - Neînceperea urmăririi penale
- OSB (Oriented strand board) - plăci din fibre orientate
- PAL (plăci aglomerate din lemn)
- PAS - Programul pentru Acționarii Salariați
- PIC - Parcul Industrial Craiova
- PTF - Punct de Trecere a Frontierei -
- PUZ - Plan Urbanistic Zonal
- RAT - Regia Autonomă de Transport
- SAI - Societate de Administrare a Investițiilor
- SGA - Serviciul de Gospodărire a Apelor (direcții județene)
- SGG - Secretariatul General al Guvernului
- VMG - Venit Minim Garantat